# Окулярник жовтолобий
Окулярник жовтолобий (Zosterops flavifrons) — вид горобцеподібних птахів родини окулярникових (Zosteropidae). Ендемік Вануату.

## Опис
Довжина птаха становить 11-12 см. Верхня частина тіла у самців жовта із зеленуватим відтінком, нижня частина тіла. в залежності від підвиду, яскраво-жовта або зеленувато-жовта. Лоб жовтий, навколо очей характерні білі кільця. Лапи темно-сірі, дзьоб зверху коричневий, знизу рожевуватий. Самці і молоді птахи схожі на самців, однак дещо блідіші. У молодих птахів кільця навколо очей вужчі.

## Підвиди
Виділяють сім підвидів:
- Z. f. gauensis Murphy & Mathews, 1929 — острів Гауа (північ Вануату);
- Z. f. perplexus Murphy & Mathews, 1929 — острови півночі і північного сходу;
- Z. f. brevicauda Murphy & Mathews, 1929 — острови північного заходу;
- Z. f. macgillivrayi Sharpe, 1900 — острів Малекула;
- Z. f. efatensis Mayr, 1937 — південь центрального Вануату;
- Z. f. flavifrons (Gmelin, JF, 1789) — острови півдня;
- Z. f. majusculus Murphy & Mathews, 1929 — острів Анейтьюм (південь Вануату).

## Поширення і екологія
Жовтолобі окулярники є ендеміками Вануату і одними з найпоширеніших птахів цієї острівної країни. Вони живуть в тропічних лісах, на плантаціях і в садах.

## Поведінка
Харчуються комахами, нектаром і плодами, зокрема лантанів і фікусів. Гніздо чашоподібне, розміщується на дереві на висоті до 2,5 м над землею. В кладці 3 блакитнуватих яйця.